# Indigofera vohemarensis
Indigofera vohemarensis är en ärtväxtart som beskrevs av Henri Ernest Baillon. Indigofera vohemarensis ingår i släktet indigosläktet, och familjen ärtväxter. Inga underarter finns listade i Catalogue of Life.